# Calumet City
Calumet City es una ciudad ubicada en el condado de Cook en el estado estadounidense de Illinois. En el Censo de 2020 tenía una población de 36,033 habitantes y una densidad poblacional de 1,932.85 personas por km².

## Geografía
Calumet City se encuentra ubicada en las coordenadas 41°35′47″N 87°32′17″O / 41.59639, -87.53806. Según la Oficina del Censo de los Estados Unidos, Calumet City tiene una superficie total de 18.93 km², de la cual 18.61 km² corresponden a tierra firme y (1.7%) 0.32 km² es agua.

## Demografía
Según el censo de 2010, había 37042 personas residiendo en Calumet City. La densidad de población era de 1.956,77 hab./km². De los 37042 habitantes, Calumet City estaba compuesto por el 19.17% blancos, el 70.56% eran afroamericanos, el 0.63% eran amerindios, el 0.31% eran asiáticos, el 0.02% eran isleños del Pacífico, el 7.4% eran de otras razas y el 1.91% pertenecían a dos o más razas. Del total de la población el 15.05% eran hispanos o latinos de cualquier raza.